# Gilson do Amaral
Gilson do Amaral, detto Gilsinho (Américo Brasiliense, 4 aprile 1984), è un ex calciatore brasiliano, di ruolo attaccante.

## Palmarès

### Club

#### Competizioni internazionali
- Coppa Suruga Bank: 1

Júbilo Iwata: 2011

### Individuale
- Capocannoniere della Coppa J. League: 1

2010: (5 gol)